# Odontosoria veitchii
Odontosoria veitchii är en ormbunkeart som först beskrevs av Bak., och fick sitt nu gällande namn av Barbara S. Parris. Odontosoria veitchii ingår i släktet Odontosoria och familjen Lindsaeaceae. Inga underarter finns listade.